# Shawn Glover
Shawn Derrick Glover (Dallas, Texas 25 de septiembre de 1990) es un jugador de baloncesto estadounidense, que pertenece a la plantilla del Tindastóll Sauðárkrókur de la Domino's deildin islandesa. Con 2,01 metros de altura, juega en la posición de alero.

## Trayectoria
Tras dejar la liga universitaria, el 16 de agosto de 2014 ficha por el Palma Air Europa de la LEB Oro. En 26 partidos de liga regular promedió 15.3 puntos, 4.7 rebotes y 13.7 de valoración en 27:29 minutos por partido. En los 2 partidos de play-off promedió 9 puntos, 4.6 rebotes y 3 de valoración.
Inició la temporada 2015-16 en el TLI-Alba Fehérvár de la Nemzeti Bajnokság I/A de Hungría, dejando el equipo en diciembre para ser contratado por el Bakken Bears de la Basket Ligaen, la máxima categoría del baloncesto danés. En enero de 2016 fue campeón de la Copa Danesa y mejor jugador de la final, al conseguir 24 puntos contra el Horsens.
El 29 de julio firma por el Tindastóll Sauðárkrókur. equipo de la Domino's deildin islandesa.

## Clubes
- Palma Air Europa (2014-2015)
- TLI-Alba Fehérvár (2015)
- Bakken Bears (2015-2016)
- Ironi Kiryat Ata (2016-2017)
- Welcome (2017-2018)
- Malvín (2018-2019)
- Tindastóll Sauðárkrókur (2020-actualidad)